# Никола Дренски
Никола Христов Дренски е български офицер, полковник, комендант на Охрид и командир на 55-и пети пехотен охридски полк по време на Втората световна война (1941 – 1945).

## Биография
Роден е на 19 юни 1898 година в град Дупница. През 1919 година завършва Военното училище в София. Служи в 32-ри пехотен загорски полк, 70-и пехотен полк и 1-ви пехотен софийски полк. През 1929 г. е назначен на служба в 14-и пехотен македонски полк, от 1931 г. служи в 12-и пограничен участък, от 1933 г. е назначен на служба в поправителна група, а от 1934 г. е на служба в 34-ти пехотен троянски полк.

### Втора световна война (1941 – 1945)
От 1942 до 1944 е комендант на град Охрид. От 11 септември 1943 година е командир на 55-и пети пехотен охридски полк. Малко преди 9 септември 1944 България обявява война на Германия и на 7 септември Дренски получава заповед да изтегли подчинения му петдесет и пети пехотен полк от Охрид. Близо до Битоля обаче на 9 септември 1944 неговата част е обградена от немски войници. Виждайки, че няма да може да построи частта си освобождава войниците си от клетва. Призован да се предаде той отива да го стори, но се самоубива с пистолета на адютанта си. Погребан е в двора на една от църквите в Битоля. Смъртта му е описана от писателя Серафим Северняк в повестта от 1971 година „Охридска балада“.
Полковник Никола Дренски е женен и има две деца.

## Военни звания
- Подпоручик (1919)
- Поручик (30 януари 1923)
- Капитан (15 юни 1928)
- Майор (6 май 1936)
- Подполковник (6 май 1940)
- Полковник (14 септември 1943)